# Grand Prix Criquielion
Il Grand Prix Criquielion, noto in precedenza come Grand Prix du Président, è una corsa in linea maschile di ciclismo su strada che si disputa con cadenza annuale a Deux-Acren (Lessines), in Belgio. Intitolato a Claude Criquielion, dal 2012 è inserito nel calendario dell'UCI Europe Tour come prova di classe 1.2.

## Albo d'oro
Aggiornato all'edizione 2025.
| Anno                    | Vincitore                             | Secondo                               | Terzo                                 |
| Grand Prix Criquielion  | Grand Prix Criquielion                | Grand Prix Criquielion                | Grand Prix Criquielion                |
| ----------------------- | ------------------------------------- | ------------------------------------- | ------------------------------------- |
| 1991                    | Claude Criquielion                    | Marc Sergeant                         | Rudy Dhaenens                         |
| 1992-1994               | non disputata                         | non disputata                         | non disputata                         |
| 1995                    | Gino Primo                            | Malcolm Lange                         | Gianni Rivera                         |
| 1996                    | Johan Remels                          | Pascal Defourni                       | Pawel Kowalski                        |
| 1997                    | Steve Van Acken                       | Yannick Lucchini                      | Geert Verdeyen                        |
| 1998                    | Sven Nys                              | Geert Verdeyen                        | Jan Clas                              |
| 1999                    | Gianni David                          | Danny Vandermassen                    | Guido Ringoet                         |
| Grand Prix du Président |                                       |                                       |                                       |
| 2000                    | Johan Verhaegen                       | Guillaume Laloux                      | Yvan Moreau                           |
| 2001                    | Cameron Hughes                        | David McPartland                      | Carlo Meneghetti                      |
| Grand Prix Criquielion  |                                       |                                       |                                       |
| 2002                    | Renaud Boxus                          | Johan Verhaegen                       | Ken Hashikawa                         |
| 2003                    | Kurt Hovelijnck                       | Stéphane Pétilleau                    | Asan Bazaev                           |
| 2004                    | Hamish Haynes                         | David O'Loughlin                      | Raphaël Bastin                        |
| 2005                    | Kevin Degezelle                       | Heath Blackgrove                      | Yuriy Yuda                            |
| 2006                    | Jonathan Henrion                      | Jérôme Baugnies                       | Rob Hurd                              |
| 2007                    | Michael Blanchy                       | Bobbie Traksel                        | Zdeněk Štybar                         |
| 2008                    | Fabio Polazzi                         | Dave Bruylandts                       | Thomas Degand                         |
| 2009                    | Nico Kuypers                          | Thomas Degand                         | Gunter Sterck                         |
| 2010                    | Jelle Wallays                         | Jarl Salomein                         | Julien Vermote                        |
| 2011                    | Tim De Troyer                         | Laurent Donnay                        | Maarten Vlasselaer                    |
| 2012                    | Tom David                             | Jonathan Breyne                       | Niels Wytinck                         |
| 2013                    | Boris Vallée                          | Gijs Van Hoecke                       | Eugenio Alafaci                       |
| 2014                    | Kevin Peeters                         | Bert Van Lerberghe                    | Kevin Deltombe                        |
| 2015                    | Jelle Wallays                         | Jef Van Meirhaeghe                    | Thomas Vaubourzeix                    |
| 2016                    | Timothy Dupont                        | Timothy Stevens                       | Rob Leemans                           |
| 2017                    | Bram Welten                           | Arjen Livyns                          | Lionel Taminiaux                      |
| 2018                    | Lionel Taminiaux                      | Alfdan De Decker                      | Alexander Maes                        |
| 2019                    | Arne Marit                            | Milan Menten                          | Žiga Jerman                           |
| 2020-2021               | annullata per la Pandemia di COVID-19 | annullata per la Pandemia di COVID-19 | annullata per la Pandemia di COVID-19 |
| 2022                    | Pier-André Côté                       | Gil Gelders                           | Thimo Willems                         |
| 2023                    | Sam Welsford                          | Milan Menten                          | Kristoffer Halvorsen                  |
| 2024                    | Alec Segaert                          | Pavel Bittner                         | Jenthe Biermans                       |
| 2025                    | Matteo Moschetti                      | Hugo Hofstetter                       | Giacomo Nizzolo                       |